# Đà Lạt
Đà Lạt is de hoofdstad van de provincie Lâm Đồng in de hooglanden van Vietnam en bevindt zich op 1500 meter boven zeeniveau.
De stad is een toeristische trekpleister vooral vanwege haar gematigde klimaat en de omgeving. Een toeristische attractie is een kabelbaan in de bergen.
Ook staat Đà Lạt bekend om haar bloemen, groenten en wijn. Zie ook wijnbouw in Vietnam.

## Klimaat
Da Lat kent een subtropisch hooglandklimaat. In de klimaatclassificatie van Köppen is dit het Cwb-klimaat (soms ook gematigd chinaklimaat genoemd). Dit staat in contrast met de meeste andere steden in Viëtnam, waar vooral een tropisch klimaat heerst. Bijna het hele jaar door worden de valleien gekenmerkt door mist. Dit, tezamen met de milde temperaturen, levert de stad de bijnaam "Stad van de Eeuwige Lente" op. Het gematigde klimaat leent zich goed voor landbouw.
Het regenseizoen duurt van april tot november; het droge seizoen duurt van december tot maart. Jaarlijks valt er zo'n 1768 mm neerslag.

## Geboren in Đà Lạt
- Marie-France Pisier (1944-2011), Frans actrice

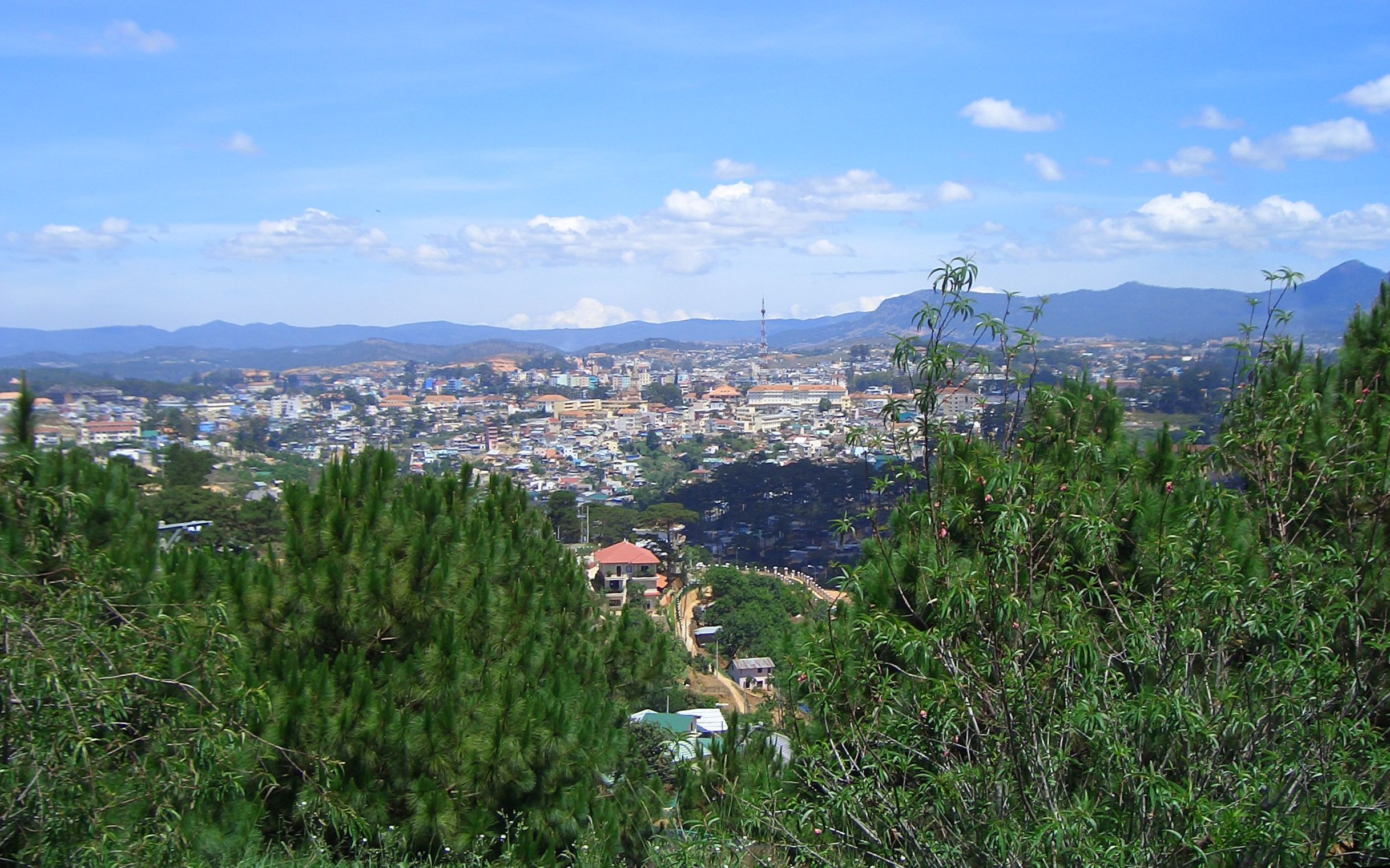
Overzicht over de stad

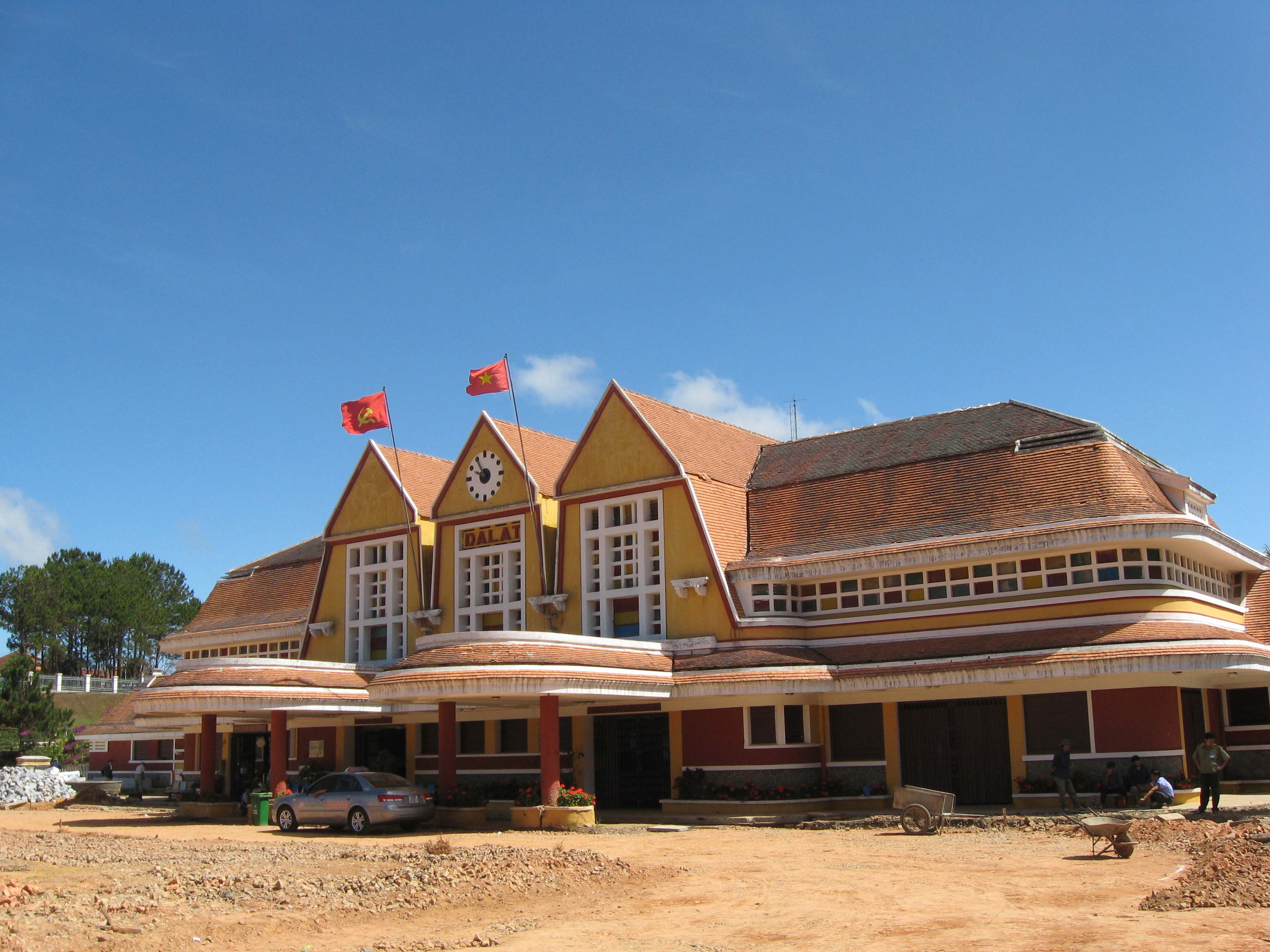
Het treinstation van Da Lat